# Champ Car Series 1989
De Champ Car Series 1989 was het elfde CART kampioenschap dat gehouden werd tussen 1979 en 2007. Het werd gewonnen door Emerson Fittipaldi. Hij won ook de Indianapolis 500 race. Nederlander Arie Luyendyk werd tiende in de eindstand van het kampioenschap. Belgisch coureur Didier Theys werd met 9 punten eenentwintigste in de eindstand.

## Races
|    | Datum        | Circuit                         | Winnaar            | Tweede             | Derde              | Pole position      |
| 1  | 9 april      | Phoenix International Raceway   | Rick Mears         | Al Unser Jr.       | Danny Sullivan     | Rick Mears         |
| 2  | 16 april     | Stratencircuit Long Beach       | Al Unser Jr.       | Michael Andretti   | Emerson Fittipaldi | Al Unser Jr.       |
| 3  | 28 mei       | Indianapolis Motor Speedway     | Emerson Fittipaldi | Al Unser Jr.       | Raul Boesel        | Rick Mears         |
| 4  | 4 juni       | Milwaukee Mile                  | Rick Mears         | Michael Andretti   | Teo Fabi           | Rick Mears         |
| 5  | 18 juni      | Stratencircuit Detroit          | Emerson Fittipaldi | Scott Pruett       | Mario Andretti     | Michael Andretti   |
| 6  | 25 juni      | Portland International Raceway  | Emerson Fittipaldi | Bobby Rahal        | Arie Luyendyk      | Teo Fabi           |
| 7  | 2 juli       | Cleveland                       | Emerson Fittipaldi | Mario Andretti     | Bobby Rahal        | Michael Andretti   |
| 8  | 16 juli      | Meadowlands Sports Complex      | Bobby Rahal        | Emerson Fittipaldi | Scott Pruett       | Emerson Fittipaldi |
| 9  | 23 juli      | Stratencircuit Toronto          | Michael Andretti   | Emerson Fittipaldi | Danny Sullivan     | Emerson Fittipaldi |
| 10 | 6 augustus   | Michigan International Speedway | Michael Andretti   | Teo Fabi           | Mario Andretti     | Emerson Fittipaldi |
| 11 | 20 augustus  | Pocono Raceway                  | Danny Sullivan     | Rick Mears         | Michael Andretti   | Emerson Fittipaldi |
| 12 | 3 september  | Mid-Ohio Sports Car Course      | Teo Fabi           | Al Unser Jr.       | Michael Andretti   | Teo Fabi           |
| 13 | 10 september | Road America                    | Danny Sullivan     | Teo Fabi           | Rick Mears         | Danny Sullivan     |
| 14 | 24 september | Nazareth Speedway               | Emerson Fittipaldi | Rick Mears         | Danny Sullivan     | Rick Mears         |
| 15 | 15 oktober   | Laguna Seca                     | Rick Mears         | Mario Andretti     | Al Unser Jr.       | Rick Mears         |

## Eindrangschikking (Top 10)
| Rank | Rijder             | Ptn |
| ---- | ------------------ | --- |
| 1.   | Emerson Fittipaldi | 196 |
| 2.   | Rick Mears         | 186 |
| 3.   | Michael Andretti   | 150 |
| 4.   | Teo Fabi           | 141 |
| 5.   | Al Unser Jr.       | 136 |
| 6.   | Mario Andretti     | 110 |
| 7.   | Danny Sullivan     | 107 |
| 8.   | Scott Pruett       | 101 |
| 9.   | Bobby Rahal        | 88  |
| 10.  | Arie Luyendyk      | 75  |

1979 · 
1980 ·
1981 ·
1982 ·
1983 ·
1984 ·
1985 ·
1986 ·
1987 ·
1988 ·
1989 ·
1990 ·
1991 ·
1992 ·
1993 ·
1994 ·
1995 ·
1996 ·
1997 ·
1998 ·
1999 ·
2000 ·
2001 ·
2002 ·
2003 ·
2004 ·
2005 ·
2006 ·
2007